# Eragrostis macilenta
Eragrostis macilenta là một loài thực vật có hoa trong họ Hòa thảo. Loài này được (A.Rich.) Steud. mô tả khoa học đầu tiên năm 1854.